# Kollektivhuset, John Ericssonsgatan

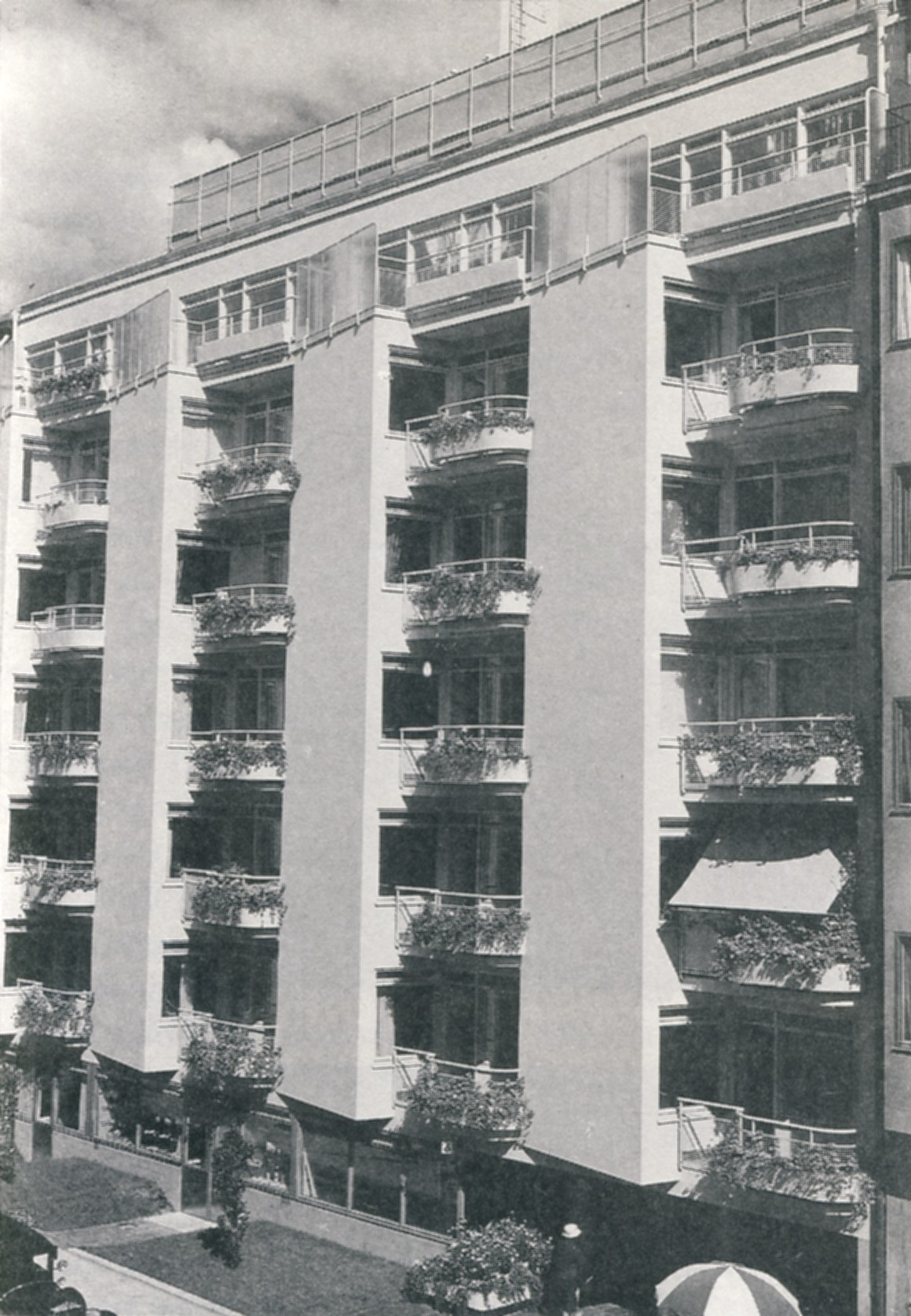
Fasaden mot John Ericssonsgatan 1936

Kollektivhuset kallas ett flerbostadshus i kvarteret Fågelbärsträdet vid John Ericssonsgatan 6 på Kungsholmen i Stockholm, uppfört 1935 efter ritningar av Sven Markelius, i samarbete med Alva Myrdal. Huvudidén i kollektivhustanken var att det skulle finnas utbildad personal som skötte barnen och personal skulle även finnas på plats nattetid, när föräldrarna var borta. Ett stort centralkök skulle spara plats i lägenheten och underlätta matlagningen för de boende. Fastigheten Fågelbärsträdet 13 är sedan 1992 ett lagskyddat byggnadsminne.

## Bakgrund

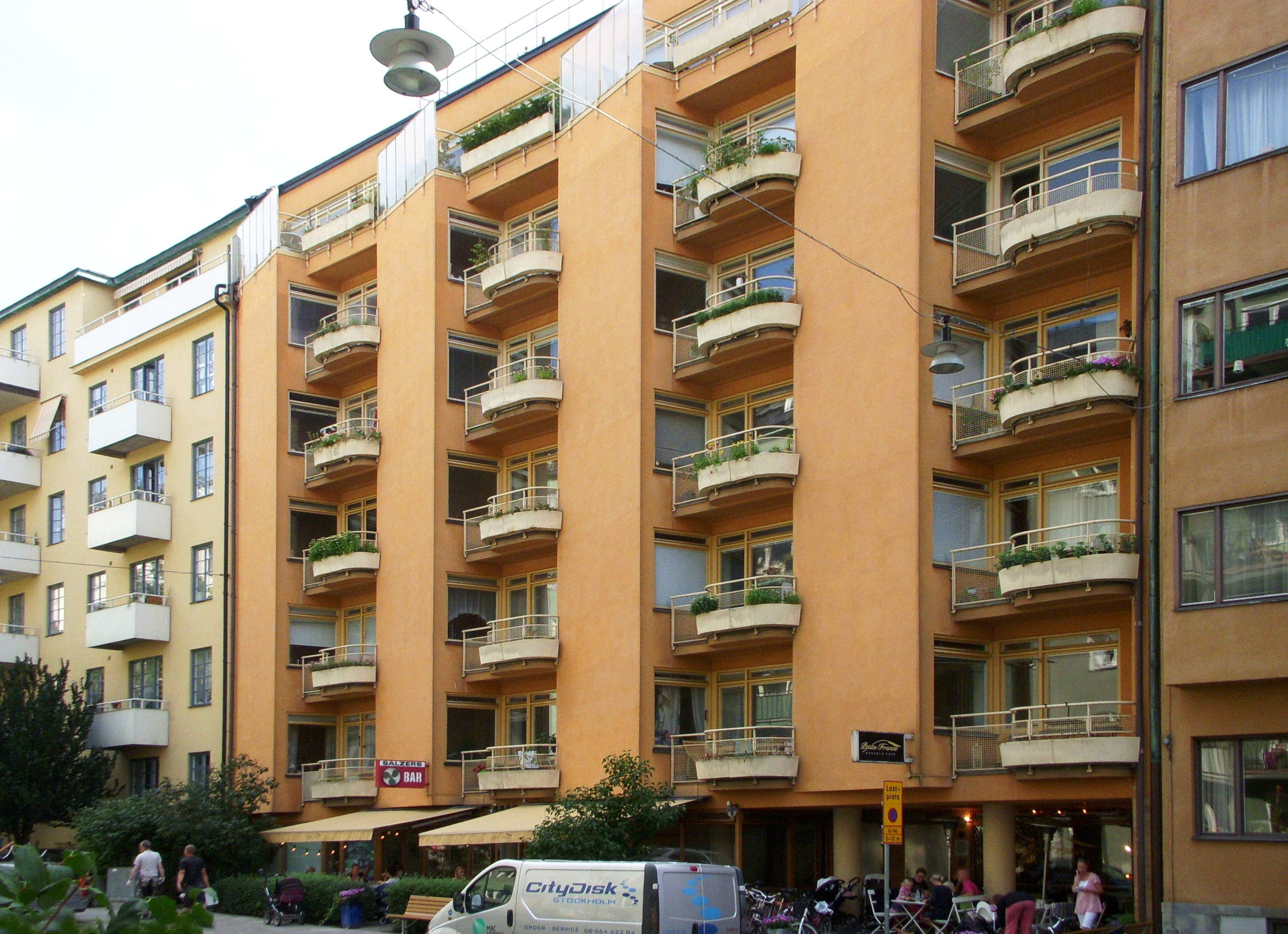
Fasaden mot John Ericssonsgatan, 2010

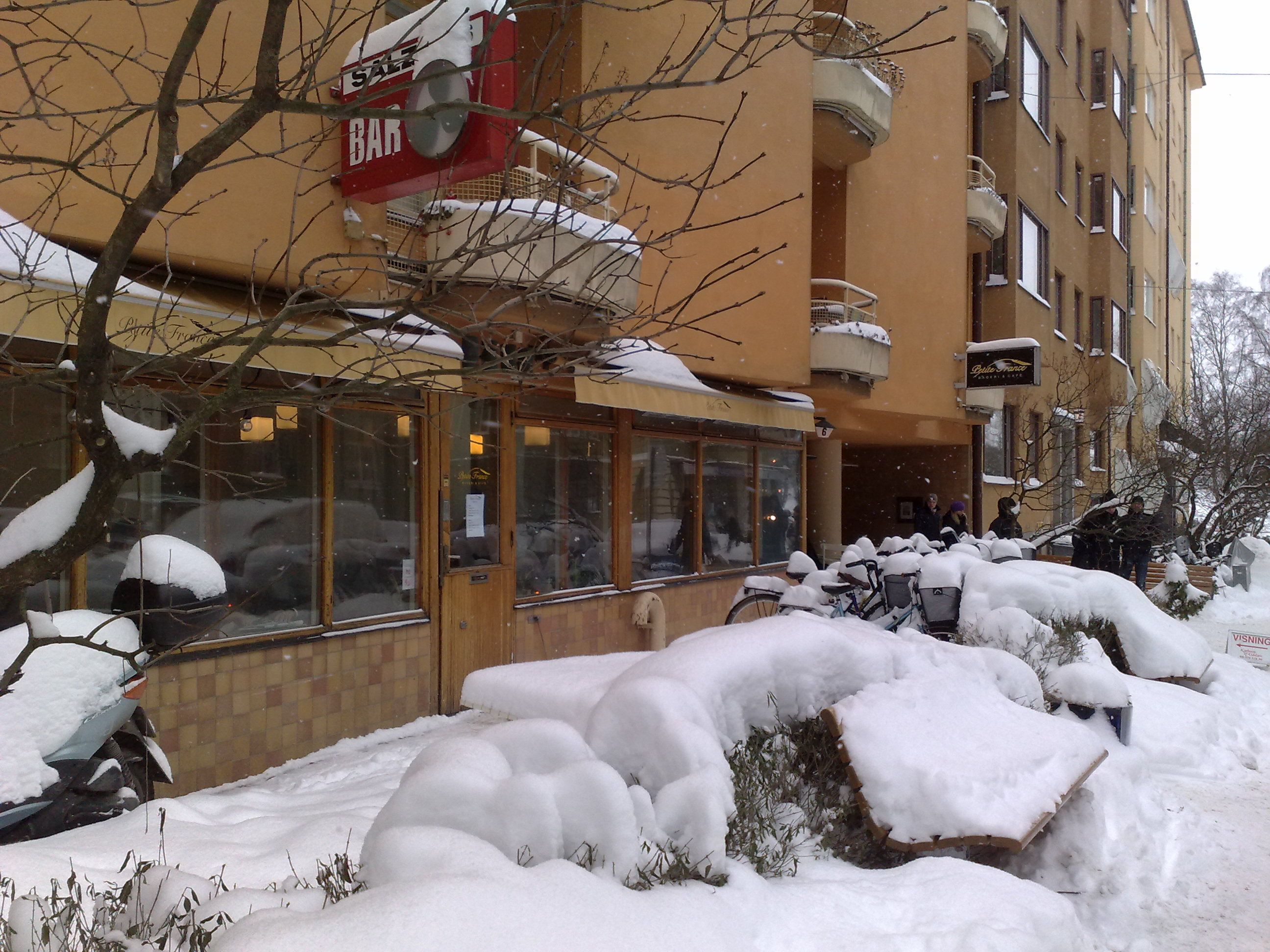
Bevarad skylt efter restaurang Salzers, med en propeller som snurrade medan puben var öppen, 2010.

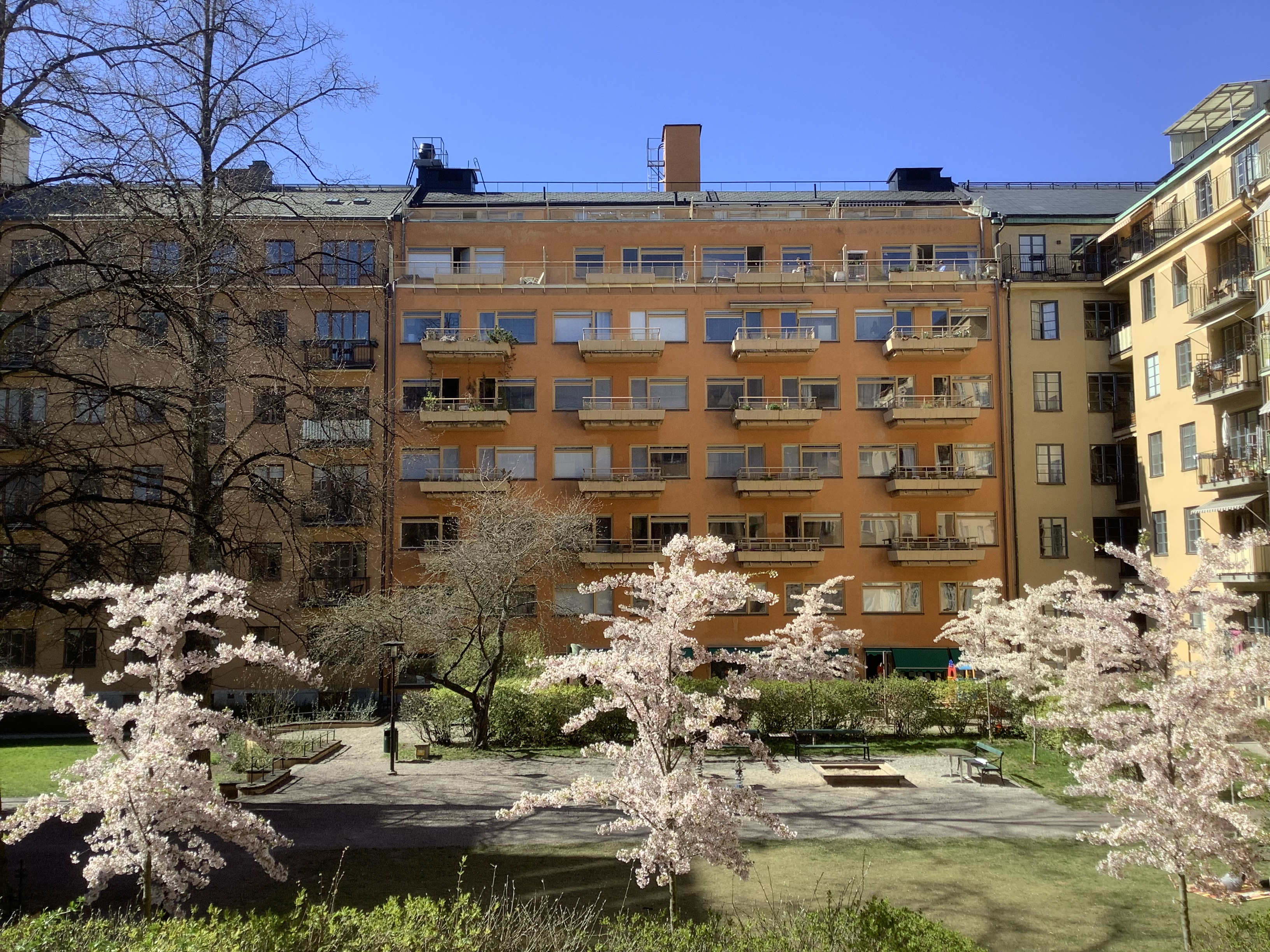
Markeliushuset mot Fågelbärsgården, 2020.

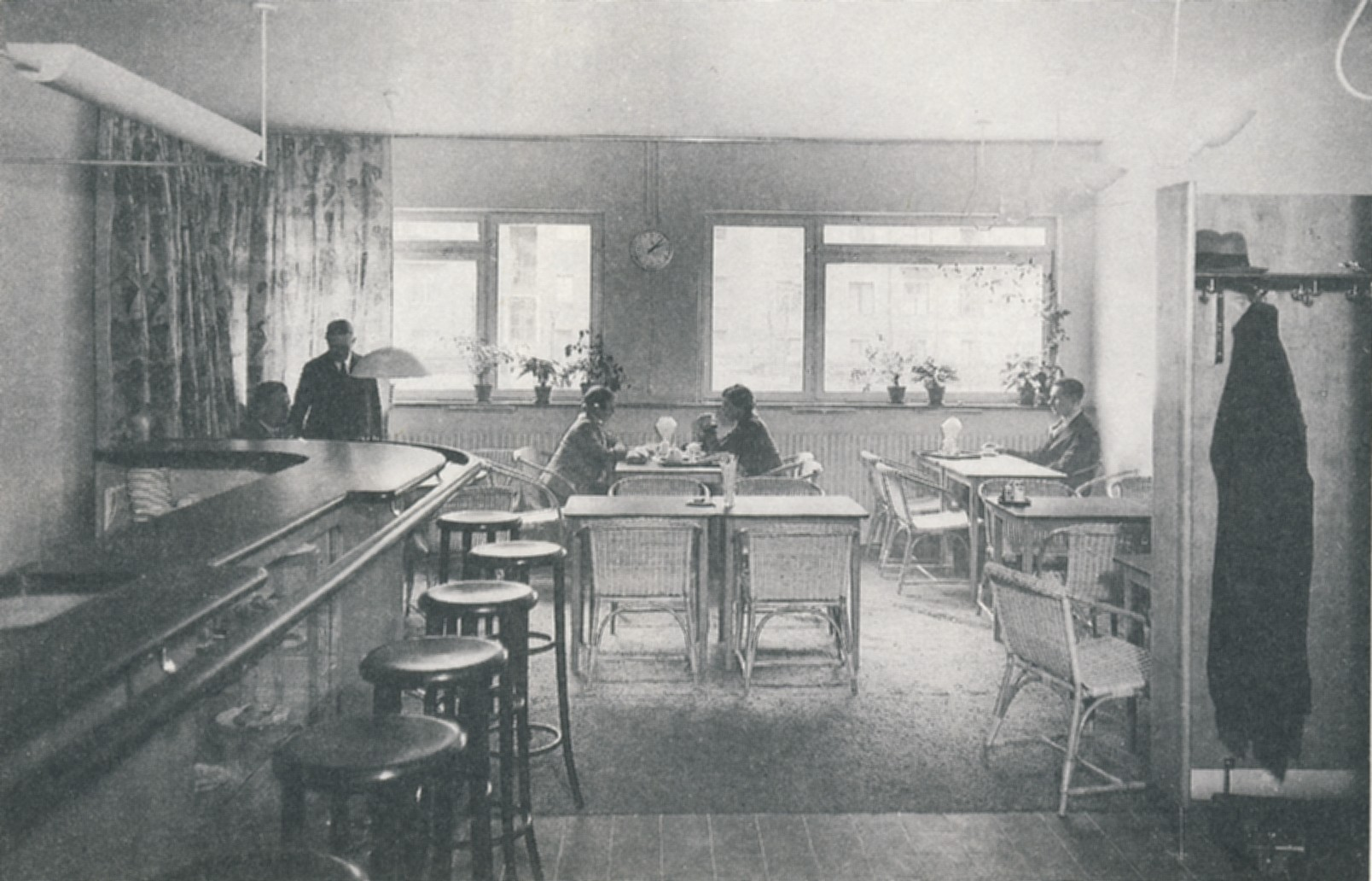
Restaurangen 1936

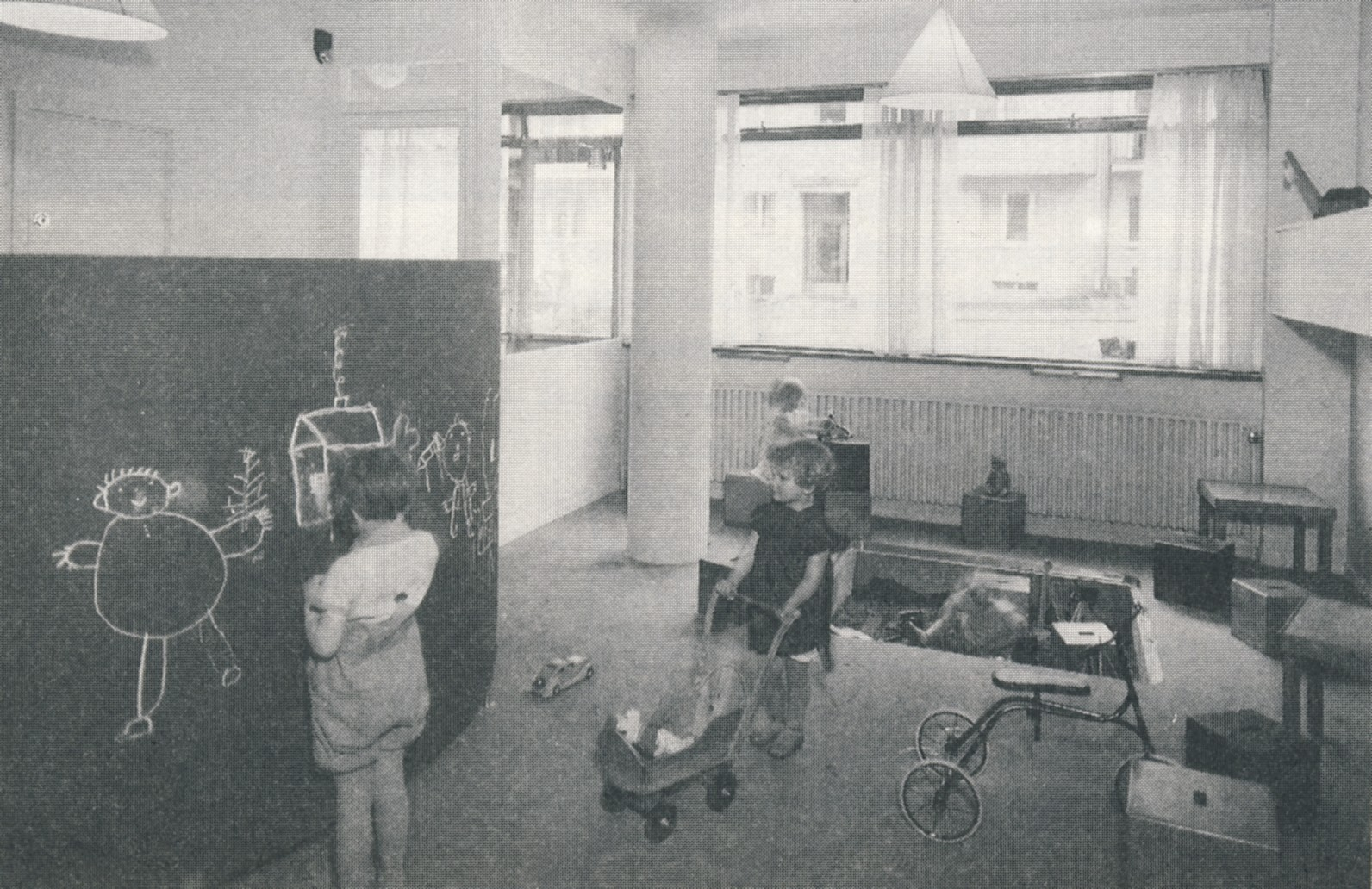
Barnavdelningen 1936

Idéerna kring kollektivhus hade 1931 formulerats i propagandaskriften  acceptera och fördes fram av Alva Myrdal i Yrkeskvinnors klubb.  I början på 1930-talet presenterade Sven Markelius och Alva Myrdal flera projekt till kollektivhus, exempelvis 1932 i Alvik och 1933 på Kungsklippan.  Det största var Alviksprojektet, det bestod av tre parallellställda höghus, 100 meter långa och tio våningar höga, omgiven av låga servicebyggnader som skulle innehålla restaurang, bibliotek och klubbrum. Alviksprojektet genomfördes aldrig. Stockholms stad, som ägde marken, fann projektet för vanskligt. 
Därefter utarbetade Markelius ett bantat förslag med cirka 80 lägenheter som skulle realiseras på Kungsklippan.  Men inte heller det projektet vågade någon byggherre satsa på. Slutligen krympte Markelius projektet till 57 lägenheter och det förslaget realiserades vid John Ericssonsgatan på Kungsholmen. Först när en lista med intresserade boende kunde presenteras vågade byggfirman Gumpel&Bengtsson satsa på projektet. Byggherre blev en bostadsrättsförening med Markelius som ordförande. 1935 stod huset färdigt.

## Byggnad
Kollektivhuset vid John Ericssonsgatan fick en karakteristisk fasad mot gatan i gul puts med vinklade burspråk och rundade balkonger. På ett funktionalistiskt manér maximerades ljus och utsikt, men minimerades insyn mellan grannarna.  Lägenheterna var små; 18 enrummare, 35 tvårummare och 4 fyrarummare. De gemensamma utrymmena för restaurang, centralkök och barnavdelning placerades i bottenvåningen. På taket fanns en terrass med plaskdamm, sandlåda och dusch. Tvätten kunde man få hjälp med och på varje våningsplan fanns ett tvättnedkast. Ville man inte äta i restaurangen kunde man laga sin mat själv (i ett litet lägenhetskök) alternativt får det uppskickat med en mathiss.  All denna service krävde fast anställd personal, 1938 var det 21 personer som servade de boende.
Projektet presenterades i Svenska Slöjdföreningens och Svenska arkitektföreningens utställning "Standard 1934 för bostad och bohag" på Liljevalchs 1934 under mottot ”Individuell kultur genom kollektiv teknik”. Syftet var att förenkla hushållsarbetet för de moderna familjer där båda föräldrarna arbetade, och därigenom skapa en rationell livsstil enligt principen om arbetsdelning.

## Boende
Markelius själv bodde några år i kollektivhuset och han hade även sitt kontor här. 1938 hade han skiljt sig från hustrun Viola Wahlstedt, sålde sin nya Villa Markelius i Nockeby och flyttade med sin nya fru Ka (Karin) Simon in i huset. Även Viola Wahlstedt hade en lägenhet i kollektivhuset. Markelius lägenhet var en av de större, en fyrarummare högst upp och i två plan. Även några av hans anställda arkitekter bodde här med sina familjer. Bland de andra hyresgästerna fanns flera av tidens radikala kulturpersonligheter bland andra Elise Ottesen-Jensen, Viking Göransson, Bertil Almqvist, Mats Erik Molander  och Gustav Jonsson ("Skå-Gustav"). Kända arkitekter som Bengt Lindroos och Tage William-Olsson prövade också livet i kollektivhuset, likaså arkitekt Hillevi Svedberg, som 1939 tillsammans med Albin Stark själv ritade ett kollektivhus för Yrkeskvinnornas Klubb vid Furusundsgatan 9 på Gärdet (se YK-huset). En bedömare från tiden menade att om man placerade en bomb i huset skulle en avsevärd del av Sveriges intellektuella radikala stryka med.

## Kollektivhuset idag
Kollektivhusidén är numera avvecklad, och Markelius själv flyttade 1945 till den nybyggda Villa Markelius, Danderyd. Huset restaurerades åren 1988-1992. Fastigheten ägs och drivs sedan huset byggdes av Bostadsrättsföreningen Fågelbärsträdet. Restaurangen i bottenvåningen drevs under många år under namnet Salzers. Idag finns i lokalen bageriet och konditoriet Petite France som bland annat vunnit tre gulddraken i kategorin Stockholms bästa kafé.